# Kontorflag
Et kontorflag er en skibsejers eller et rederis eget flag, som typisk føres dels på skibene, dels ved firmaets kontor. I Danmark har de fleste rederier kontorflag. Velkendt er således Mærsks lyseblå flag med den syvtakkede stjerne.